# Saison 2017-2018 du Manchester City FC
Maillots
Chronologie
Saison précédente Saison suivante
La saison 2017-2018 de Manchester City est la 116e saison professionnelle du club, la 89e en première division anglaise et sa 21e en Premier League. Après une première saison terminée sans trophées majeurs, Pep Guardiola tentera de gagner le titre de Champion d'Angleterre qui fait défaut au club depuis 2014. Manchester City réalise un record anglais, ils ont pris 100 points sur 114 possible. Elle inscrit d'autres records : 18 victoires consécutives en championnat sur une seule saison, du jamais vu dans l'histoire du football anglais.
Manchester City est la seule équipe à avoir gagné contre le BIG FIVE en phase aller (Man. United, Tottenham, Arsenal, Chelsea et Liverpool) depuis la saison 1964-1965.

## Transferts

### Équipe professionnelle
| Joueur                    | Pays          | Âge | Poste     | Type de transfert | Durée        | Indemnité         | Période | Provenance                            |
| ------------------------- | ------------- | --- | --------- | ----------------- | ------------ | ----------------- | ------- | ------------------------------------- |
| Arrivées                  |               |     |           |                   |              |                   |         |                                       |
| Bernardo Silva            | Portugal      | 22  | Milieu    | Achat             | 5 ans (2022) | 50 millions d’€   |         | AS Monaco (Ligue 1)                   |
| Ederson Moraes            | Brésil        | 23  | Gardien   | Achat             | 5 ans (2022) | 40 millions d’€   |         | Benfica (Primeira Liga)               |
| Danilo                    | Brésil        | 26  | Défenseur | Achat             | 5 ans (2022) | 30 millions d’€   |         | Real Madrid (La Liga)                 |
| Benjamin Mendy            | France        | 23  | Défenseur | Achat             | 5 ans (2022) | 57 millions d’€   |         | AS Monaco (Ligue 1)                   |
| Aymeric Laporte           | France        | 23  | Défenseur | Achat             | 5 ans (2022) | 70 millions d'€   |         | Athletic Bilbao (La Liga)             |
| Kyle Walker               | Angleterre    | 27  | Défenseur | Achat             | 5 ans (2022) | 52 millions d’€   |         | Tottenham Hotspur FC (Premier League) |
| Joe Hart                  | Angleterre    | 30  | Gardien   | Retour de prêt    | -            | -                 |         | Torino FC (Série A)                   |
| Samir Nasri               | France        | 30  | Milieu    | Retour de prêt    | -            | -                 |         | Séville FC (La Liga)                  |
| Luke Brattan              | Australie     | 27  | Milieu    | Retour de prêt    | -            | -                 |         | Melbourne City (A-League)             |
| Eliaquim Mangala          | France        | 26  | Défenseur | Retour de prêt    | -            | -                 |         | Valence CF (La Liga)                  |
| Rubén Sobrino             | Espagne       | 25  | Attaquant | Retour de prêt    | -            | -                 |         | Deportivo Alavés (La Liga)            |
| Bruno Zuculini            | Argentine     | 24  | Milieu    | Retour de prêt    | -            | -                 |         | Hellas Vérone (Série B)               |
| Pablo Marí                | Espagne       | 23  | Défenseur | Retour de prêt    | -            | -                 |         | Gérone FC (Segunda División)          |
| Olivier Ntcham            | France        | 21  | Milieu    | Retour de prêt    | -            | -                 |         | Genoa CFC (Série A)                   |
| Patrick Roberts           | Angleterre    | 20  | Attaquant | Retour de prêt    | -            | -                 |         | Celtic Glasgow (Scottish Premiership) |
| Marlos Moreno             | Colombie      | 20  | Attaquant | Retour de prêt    | -            | -                 |         | Deportivo La Corogne (La Liga)        |
| Oleksandr Zinchenko       | Ukraine       | 20  | Milieu    | Retour de prêt    | -            | -                 |         | PSV Eindhoven (Eredivisie)            |
| Dépenses totales : 229 M€ |               |     |           |                   |              |                   |         |                                       |
| Départs                   |               |     |           |                   |              |                   |         |                                       |
| Nolito                    | Espagne       | 30  | Attaquant | Achat             | 3 ans (2020) | 9 millions d'€    |         | Séville FC (La Liga)                  |
| Aleksandar Kolarov        | Serbie        | 31  | Défenseur | Achat             | 3 ans (2020) | 5 millions d'€    |         | AS Rome (Serie A)                     |
| Kelechi Iheanacho         | Nigeria       | 20  | Attaquant | Achat             | 5 ans (2022) | 28 millions d'€   |         | Leicester City (Premier League)       |
| Fernando                  | Brésil        | 30  | Milieu    | Achat             | 3 ans (2020) | 5,25 millions d'€ |         | Galatasaray SK (Süper Lig)            |
| Samir Nasri               | France        | 30  | Milieu    | Achat             | 2 ans (2019) | 3,5 millions d'€  |         | Antalyaspor (Süper Lig)               |
| Wilfried Bony             | Côte d'Ivoire | 28  | Attaquant | Achat             | 2 ans (2019) | 13 millions d'€   |         | Swansea City (Premier League)         |
| Pablo Zabaleta            | Argentine     | 32  | Défenseur | Fin de contrat    | 2 ans (2019) | -                 |         | West Ham (Premier League)             |
| Willy Caballero           | Argentine     | 35  | Gardien   | Fin de contrat    | 1 ans (2018) | -                 |         | Chelsea FC (Premier League)           |
| Bacary Sagna              | France        | 34  | Défenseur | Fin de contrat    | -            | -                 |         | -                                     |
| Gaël Clichy               | France        | 31  | Défenseur | Fin de contrat    | -            | -                 |         | İstanbul Başakşehir FK (Süper Lig)    |
| Jesús Navas               | Espagne       | 31  | Milieu    | Fin de contrat    | 4 ans (2021) | -                 |         | Séville FC (La Liga)                  |
| Bruno Zuculini            | Argentine     | 24  | Milieu    | Fin de contrat    | 4 ans (2021) | -                 |         | Hellas Vérone (Serie A)               |
| Revenus totaux : 63,75 M€ |               |     |           |                   |              |                   |         |                                       |

### Équipe réserve
| Joueur                     | Pays           | Âge | Poste     | Type de transfert | Durée        | Indemnité        | Période | Provenance                                           |
| -------------------------- | -------------- | --- | --------- | ----------------- | ------------ | ---------------- | ------- | ---------------------------------------------------- |
| Arrivées                   |                |     |           |                   |              |                  |         |                                                      |
| Eric Garcia                | Espagne        | 16  | Défenseur | Achat             | 2 ans (2021) | 2 millions d'€   |         | FC Barcelone (La Liga)                               |
| Uriel Antuna               | Mexique        | 20  | Milieu    | Achat             | 2 ans (2019) | -                |         | Santos Laguna (Liga MX)                              |
| Douglas Luiz               | Brésil         | 19  | Milieu    | Achat             | 5 ans (2022) | 12 millions d’€  |         | Vasco da Gama (Série A)                              |
| Luka Ilic                  | Serbie         | 18  | Milieu    | Achat             | 2 ans (2019) | 5,5 millions d'€ |         | Étoile rouge de Belgrade (SuperLiga)                 |
| Olarenwaju Kayode          | Nigeria        | 24  | Attaquant | Achat             | 4 ans (2021) | -                |         | Austria Vienne (Bundesliga)                          |
| Aminu Mohammed             | Ghana          | 16  | Milieu    | Achat             | 4 ans (2021) | 2,5 millions d'€ |         | West African Football Academy (Ghana Premier League) |
| Shay Facey                 | Angleterre     | 22  | Défenseur | Retour de prêt    | -            | -                |         | SC Heerenveen (Eredivisie)                           |
| Divine Naah                | Angleterre     | 21  | Milieu    | Retour de prêt    | -            | -                |         | Örebro SK (Allsvenskan)                              |
| James Horsfield            | Angleterre     | 21  | Défenseur | Retour de prêt    | -            | -                |         | NAC Breda (Jupiler League)                           |
| Ashley Smith-Brown         | Angleterre     | 21  | Défenseur | Retour de prêt    | -            | -                |         | NAC Breda (Jupiler League)                           |
| Angeliño                   | Espagne        | 20  | Défenseur | Retour de prêt    | -            | -                |         | RCD Majorque (Segunda División)                      |
| Yaw Yeboah                 | Ghana          | 20  | Attaquant | Retour de prêt    | -            | -                |         | FC Twente (Eredivisie)                               |
| Bersant Celina             | Kosovo         | 20  | Milieu    | Retour de prêt    | -            | -                |         | FC Twente (Eredivisie)                               |
| Chidiebere Nwakali         | Nigeria        | 20  | Milieu    | Retour de prêt    | -            | -                |         | Sogndal (Tippeligaen)                                |
| Thomas Agyepong            | Ghana          | 20  | Attaquant | Retour de prêt    | -            | -                |         | NAC Breda (Jupiler League)                           |
| Brandon Barker             | Angleterre     | 20  | Attaquant | Retour de prêt    | -            | -                |         | NAC Breda (Jupiler League)                           |
| Manu García                | Espagne        | 19  | Milieu    | Retour de prêt    | -            | -                |         | NAC Breda (Jupiler League)                           |
| Pablo Maffeo               | Espagne        | 19  | Défenseur | Retour de prêt    | -            | -                |         | Gérone FC (Segunda División)                         |
| Callum Bullock             | Angleterre     | 19  | Défenseur | Retour de prêt    | -            | -                |         | Blackpool FC (League One)                            |
| Ernest Agyiri              | Ghana          | 19  | Milieu    | Retour de prêt    | -            | -                |         | Vålerenga (Tippeligaen)                              |
| Enes Ünal                  | Turquie        | 20  | Attaquant | Retour de prêt    | -            | -                |         | FC Twente (Eredivisie)                               |
| Dépenses totales : 19,5 M€ |                |     |           |                   |              |                  |         |                                                      |
| Départs                    |                |     |           |                   |              |                  |         |                                                      |
| Enes Ünal                  | Turquie        | 20  | Attaquant | Achat             | 5 ans (2022) | 14 millions d’€  |         | Villarreal CF (La Liga)                              |
| Aaron Mooy                 | Australie      | 26  | Milieu    | Achat             | 3 ans (2020) | 12 millions d’€  |         | Huddersfield Town (Premier League)                   |
| Rubén Sobrino              | Espagne        | 25  | Attaquant | Achat             | 4 ans (2021) | 2 millions d’€   |         | Deportivo Alavés (La Liga)                           |
| Olivier Ntcham             | France         | 21  | Attaquant | Achat             | 4 ans (2021) | 4,5 millions d’€ |         | Celtic FC (Scottish Premiership)                     |
| Jadon Sancho               | Angleterre     | 17  | Attaquant | Achat             | 3 ans (2020) | 10 millions d'€  |         | Borussia Dortmund (Bundesliga)                       |
| Ellis Plummer              | Angleterre     | 22  | Défenseur | Fin de contrat    | 1 ans (2018) | -                |         | Motherwell FC (Scottish Premiership)                 |
| Billy O'Brien              | Pays de Galles | 21  | Gardien   | Fin de contrat    | 1 ans (2018) | -                |         | Macclesfield Town (National League)                  |
| Callum Bullock             | Angleterre     | 19  | Défenseur | Fin de contrat    | -            | -                |         | -                                                    |
| Joe Coveney                | Angleterre     | 18  | Défenseur | Fin de contrat    | 2 ans (2019) | -                |         | Nottingham Forest (Championship)                     |
| James Horsfield            | Angleterre     | 21  | Milieu    | Fin de contrat    | 3 ans (2020) | -                |         | NAC Breda (Eredivisie)                               |
| Zackarias Faour            | Suède          | 19  | Attaquant | Fin de contrat    | 3 ans (2020) | -                |         | IK Sirius (Allsvenskan)                              |
| Denzeil Boadu              | Angleterre     | 17  | Attaquant | Fin de contrat    | -            | -                |         | Borussia Dortmund II (Regionalliga Ouest)            |
| Revenus totaux : 38 M€     |                |     |           |                   |              |                  |         |                                                      |

## Effectif

### Joueurs prêtés pour la saison 2017-2018
| Joueur                 | Pays       | Âge | Poste          | Sélection Nationale | Période | Club en prêt                               |
| ---------------------- | ---------- | --- | -------------- | ------------------- | ------- | ------------------------------------------ |
| Équipe première        |            |     |                |                     |         |                                            |
| Angus Gunn             | Angleterre | 21  | Gardien de But | Angleterre espoirs  |         | Norwich City (Championship)                |
| Angeliño               | Espagne    | 20  | Défenseur      | Espagne -17 ans     |         | NAC Breda (Eredivisie)                     |
| Joe Hart               | Angleterre | 30  | Gardien de But | Angleterre          |         | West Ham United (Premier League)           |
| Pablo Maffeo           | Espagne    | 20  | Défenseur      | Espagne espoirs     |         | Girona FC (La Liga)                        |
| Aleix Garcia           | Espagne    | 20  | Milieu         | Espagne espoirs     |         | Girona FC (La Liga)                        |
| Marlos Moreno          | Colombie   | 20  | Attaquant      | Colombie            |         | Girona FC (La Liga)                        |
| Patrick Roberts        | Angleterre | 20  | Milieu         | Angleterre -20 ans  |         | Celtic FC (Scottish Premiership)           |
| Jason Denayer          | Belgique   | 22  | Défenseur      | Belgique            |         | Galatasaray SK (Süper Lig)                 |
| Équipe réservé         |            |     |                |                     |         |                                            |
| Thierry Ambrose        | France     | 20  | Attaquant      | -                   |         | NAC Breda (Eredivisie)                     |
| Anthony Cáceres        | Australie  | 24  | Milieu         | -                   |         | Al Wasl (Arab Gulf League)                 |
| Paolo Fernandes        | Espagne    | 19  | Milieu         | -                   |         | NAC Breda (Eredivisie)                     |
| Manu García            | Espagne    | 19  | Attaquant      | -                   |         | NAC Breda (Eredivisie)                     |
| Pablo Marí             | Espagne    | 24  | Défenseur      | -                   |         | NAC Breda (Eredivisie)                     |
| Ashley Smith-Brown     | Angleterre | 21  | Défenseur      | -                   |         | Heart of Midlothian (Scottish Premiership) |
| Bersant Celina         | Kosovo     | 20  | Milieu         | Kosovo              |         | Ipswich Town (Championship)                |
| Chidiebere Nwakali     | Nigeria    | 20  | Défenseur      | Nigeria -20 ans     |         | Sogndal (Obosligaen)                       |
| Thomas Agyepong        | Ghana      | 20  | Attaquant      | Ghana               |         | NAC Breda (Eredivisie)                     |
| Luke Brattan           | Australie  | 27  | Milieu         | Australie           |         | Melbourne City (A-League)                  |
| Douglas Luiz           | Brésil     | 19  | Milieu         | Brésil -20 ans      |         | Girona FC (La Liga)                        |
| Rodney Kongolo         | Pays-Bas   | 19  | Milieu         | -                   |         | Doncaster Rovers (League One)              |
| Isaac Buckley-Ricketts | Angleterre | 19  | Attaquant      | -                   |         | FC Twente (Eredivisie)                     |
| Uriel Antuna           | Mexique    | 20  | Milieu         | Mexique -20 ans     |         | FC Groningen (Eredivisie)                  |
| Ivan Ilić              | Serbie     | 16  | Milieu         | Serbie -17 ans      |         | Étoile rouge de Belgrade (SuperLiga)       |
| Luka Ilić              | Serbie     | 18  | Milieu         | Serbie -19 ans      |         | Étoile rouge de Belgrade (SuperLiga)       |
| Olarenwaju Kayode      | Nigeria    | 24  | Attaquant      | Nigeria             |         | Girona FC (La Liga)                        |
| Brandon Barker         | Angleterre | 20  | Milieu         | Angleterre -20 ans  |         | Hibernian FC (Scottish Premiership)        |
| Aaron Nemane           | France     | 19  | Milieu         | -                   |         | Rangers FC (Scottish Premiership)          |
| Kean Bryan             | Angleterre | 20  | Milieu         | -                   |         | Oldham AFC (League One)                    |
| Kjetil Haug            | Norvège    | 19  | Gardien de but | Norvège -19 ans     |         | CF Peralada-Girona B (Segunda División B)  |
| Yaw Yeboah             | Ghana      | 20  | Attaquant      | -                   |         | Real Oviedo (Segunda División)             |

## Maillots
Fabricant : Nike / Sponsor principal : Etihad Airways
| Domicile | Extérieur | Autres |

## Avant-Saison
Le 16 mai 2017, Manchester City va affronter Manchester United, Tottenham Hotspur et Real Madrid dans le cadre de l'International Champions Cup 2017. Manchester City va affronter West Ham United en Islande. Un match amical a également été organisé contre le club partenaire Gérone FC qui aura lieu après le premier match de la saison de Premier League.

### International Champions Cup
| Rang | Équipe              | Pts | J | V | Vt | Dt | D | BP | BC | Diff. |
| ---- | ------------------- | --- | - | - | -- | -- | - | -- | -- | ----- |
| 1    | FC Barcelone        | 9   | 3 | 3 | 0  | 0  | 0 | 6  | 3  | +3    |
| 2    | Manchester City     | 6   | 3 | 2 | 0  | 0  | 1 | 7  | 3  | +4    |
| 3    | AS Rome             | 5   | 3 | 1 | 0  | 2  | 0 | 5  | 4  | +1    |
| 4    | Manchester United   | 5   | 3 | 1 | 1  | 0  | 1 | 3  | 2  | +1    |
| 5    | Juventus            | 5   | 3 | 1 | 1  | 0  | 1 | 5  | 5  | 0     |
| 6    | Tottenham Hotspur   | 3   | 3 | 1 | 0  | 0  | 2 | 6  | 8  | -2    |
| 7    | Paris Saint-Germain | 2   | 3 | 0 | 1  | 0  | 2 | 5  | 8  | -3    |
| 8    | Real Madrid         | 1   | 3 | 0 | 0  | 1  | 2 | 4  | 8  | -4    |

## Championnat

### Classement actuel
| Rang | Équipe                   | Pts | J  | G  | N  | P  | Bp  | Bc | Diff |
| ---- | ------------------------ | --- | -- | -- | -- | -- | --- | -- | ---- |
| 1    | Manchester City          | 100 | 38 | 32 | 4  | 2  | 106 | 27 | +79  |
| 2    | Manchester United        | 81  | 38 | 25 | 6  | 7  | 68  | 28 | +40  |
| 3    | Tottenham Hotspur        | 77  | 38 | 23 | 8  | 7  | 74  | 36 | +38  |
| 4    | Liverpool FC             | 75  | 38 | 21 | 12 | 5  | 84  | 38 | +46  |
| 5    | Chelsea FCT              | 70  | 38 | 21 | 7  | 10 | 62  | 38 | +24  |
| 6    | Arsenal FC S             | 63  | 38 | 19 | 6  | 13 | 74  | 51 | +23  |
| 7    | Burnley FC               | 54  | 38 | 14 | 12 | 12 | 36  | 39 | -3   |
| 8    | Everton FC               | 49  | 38 | 13 | 10 | 15 | 44  | 58 | -14  |
| 9    | Leicester City           | 47  | 38 | 12 | 11 | 15 | 56  | 60 | -4   |
| 10   | Newcastle UnitedP        | 44  | 38 | 12 | 8  | 18 | 39  | 47 | -8   |
| 11   | Crystal Palace           | 44  | 38 | 11 | 11 | 16 | 45  | 55 | -10  |
| 12   | AFC Bournemouth          | 44  | 38 | 11 | 11 | 16 | 45  | 61 | -16  |
| 13   | West Ham United          | 42  | 38 | 10 | 12 | 16 | 48  | 68 | -20  |
| 14   | Watford FC               | 41  | 38 | 11 | 8  | 19 | 44  | 64 | -20  |
| 15   | Brighton & Hove Albion P | 40  | 38 | 9  | 13 | 16 | 34  | 54 | -20  |
| 16   | Huddersfield P           | 37  | 38 | 9  | 10 | 19 | 28  | 58 | -30  |
| 17   | Southampton              | 36  | 38 | 7  | 15 | 16 | 37  | 56 | -19  |
| 18   | Swansea City             | 33  | 38 | 8  | 9  | 21 | 28  | 56 | -28  |
| 19   | Stoke City               | 33  | 38 | 7  | 12 | 19 | 35  | 68 | -33  |
| 20   | West Bromwich Albion     | 31  | 38 | 5  | 14 | 19 | 31  | 56 | -25  |

### Résumé des résultats

#### Évolution du classement et des résultats
| Journée   | 01 | 02 | 03 | 04 | 05  | 06  | 07  | 08  | 09  | 10  | 11  | 12  | 13  | 14  | 15  | 16  | 17  | 18  | 19  | 20  | 21  | 22  | 23  | 24  | 25  | 26  | 27  | 28  | 29  | 30  | 31  | 32  | 33  | 34  | 35  | 36  | 37  | 38  |
| --------- | -- | -- | -- | -- | --- | --- | --- | --- | --- | --- | --- | --- | --- | --- | --- | --- | --- | --- | --- | --- | --- | --- | --- | --- | --- | --- | --- | --- | --- | --- | --- | --- | --- | --- | --- | --- | --- | --- |
| Terrain   | E  | D  | E  | D  | E   | D   | E   | D   | D   | E   | D   | E   | E   | D   | D   | E   | E   | D   | D   | E   | E   | D   | E   | D   | D   | E   | D   | E   | D   | E   | D   | E   | D   | E   | D   | E   | D   | E   |
| Résultats | V  | N  | V  | V  | V   | V   | V   | V   | V   | V   | V   | V   | V   | V   | V   | V   | V   | V   | V   | V   | N   | V   | D   | V   | V   | N   | V   | V   | V   | V   | V   | V   | D   | V   | V   | V   | N   | V   |
| Place     | 3e | 5e | 3e | 2e | 1re | 1re | 1re | 1re | 1re | 1re | 1re | 1re | 1re | 1re | 1re | 1re | 1re | 1re | 1re | 1re | 1re | 1re | 1re | 1re | 1re | 1re | 1re | 1re | 1re | 1re | 1re | 1re | 1re | 1re | 1re | 1re | 1re | 1re |

Terrain : D = Domicile ; E = Extérieur.
Résultat : D = Défaite ; N = Nul ; V = Victoire.

## Compétitions

### Phase de Groupes
Le tirage au sort de la phase de groupes a été faite le 24 août 2017 à Monaco. Manchester City fera face à Feyenoord Rotterdam, le Chakhtar Donetsk et SSC Naples.
| Rang | Équipe              | Pts | J | G | N | P | Bp | Bc | Diff |  | Résultats (▼ dom., ► ext.) |     |     |     |     |
| ---- | ------------------- | --- | - | - | - | - | -- | -- | ---- |  | -------------------------- | --- | --- | --- | --- |
| 1    | Manchester City     | 15  | 6 | 5 | 0 | 1 | 14 | 5  | +9   |  | Manchester City            |     | 2-0 | 2-1 | 1-0 |
| 2    | Chakhtar Donetsk    | 12  | 6 | 4 | 0 | 2 | 9  | 9  | 0    |  | Chakhtar Donetsk           | 2-1 |     | 2-1 | 3-1 |
| 3    | SSC Naples          | 6   | 6 | 2 | 0 | 4 | 11 | 11 | 0    |  | SSC Naples                 | 2-4 | 3-0 |     | 3-1 |
| 4    | Feyenoord Rotterdam | 3   | 6 | 1 | 0 | 5 | 5  | 14 | -9   |  | Feyenoord Rotterdam        | 0-4 | 1-2 | 2-1 |     |